# Batalha do Cabo de Cherchell
A Batalha do Cabo de Cherchell foi uma batalha naval da Guerra Civil Espanhola, que opôs o cruzador pesado Baleares das forças Nacionalistas contra os cruzadores leves Libertad, Méndez Núñez e a sua escolta de Contratorpedeiros da Marinha Republicana Espanhola , na manhã de 7 de Setembro de 1937.

## Antecedentes: O comboio soviético
Como parte da guerra naval, era necessário assegurar o trânsito seguro de suprimentos pelo mar. Assim em 6 de Setembro, o almirante Buiza, Comandante da Frota Republicana, ordenou a uma frota consistindo por dois Cruzadores ligeiros, o Libertad e o Méndez Núñez e sete Contratorpedeiros que deixassem o porto de Cartagena e se dirigissem à costa Argelina para proteger três navios mercantes da União Soviética que traziam suprimentos militares.

## A luta entre as duas frotas
Enquanto o comboio naval Republicano regressava a Cartagena, na manhã de 7 de Setembro, os barcos foram avistados às 10h15 pelo cruzador Nacionalista Baleares que patrulhava ao longo da costa da Argélia, encontrando-se a 30  milhas náuticas a leste de Argel. Apesar da sua inferioridade tática, devido à sua localização entre a frota da República e a costa, o comandante do Baleares, Manuel de Vierna, mudou sua rota para para alcançar a frota Republicana por trás.
Às 10:30, o comboio Republicano foi dividido em duas partes, os navios mercantes e os contratorpedeiros de escolta rumaram  para o sul até o porto de Cherchell, enquanto os dois cruzadores tomaram uma rota paralela ao Baleares para o interceptar. Este iniciou os disparos ás 10:45, mas sem causar danos aos seus oponentes. Os Republicanos  foram mais eficientes, dois disparos do Libertad atingiram o cruzador e provocaram um incêndio no depósito de munições sendo o sistema de controle de artilharia afetado por um curto-circuito. A batalha terminou às 11h15.
O Baleares virou para tomar uma rota paralela aos navios republicanos, mas perdeu o contato. O Baleares aproveitou a interrupção para reparar os seus danos e contar os seus mortos (3) e feridos (26). Navegando ao longo da costa da Argélia, por volta das 16:45, os cruzadores Republicanos foram bombardeados por aviões Nacionalistas provenientes da ilha de Maiorca, sendo o contratorpedeiro Escaño ligeiramente atingido. Os navios encontraram-se novamente com o cruzador Nacionalista, e o Libertad voltou a atingir novamente áreas críticas do Baleares, após o qual este se retirou em busca do seu irmão gémeo, o Canarias.

## Resultados
Durante esta batalha o Baleares não causou danos aos seus oponentes ao contrário do que fizeram os navios Republicanos, especialmente o Libertad, que causou danos graves, provocando uma redução das capacidades de combate do Baleares. O cruzador Nacionalista no entanto conseguiu a sua missão de interceptar o comboio mercante Republicano. Estes, de fato, foram forçados a desviar para a baia de Cherchell, tendo que ancorar no porto, onde foram apreendidos pelas autoridades Francesas. Devido ao fraco desempenho da frota Republicana, o Almirante Buiza foi removido de sua posição como comandante da frota, enquanto o capitão do Baleares, Manuel de Vierna, pelo seu desempenho foi promovido para o posto de Almirante da marinha Nacionalista, vindo a falecer poucos meses depois, em Março de 1938, durante a Batalha naval do Cabo de Palos.